# Финале Купа европских шампиона 1985.
Финале Европског купа 1985. је била фудбалска утакмица између Ливерпула из Енглеске и Јувентуса из Италије. Утакмица је одиграна 29. маја 1985. на стадиону Хејсел, Брисел, Белгија. Био је то последњи меч у сезони 1984–85 Европског купа, највећег европског куп такмичења. Ливерпул је био актуелни шампион и наступао је у свом петом финалу, пошто је победио у такмичењу 1977, 1978, 1981. и 1984. Јувентус је наступао у свом трећем финалу Европског купа.
Сваки клуб је морао да прође кроз четири кола да би стигао до финала. Свако коло се играло по систему једна утакмица код куће и једна утакмица у гостима. Све осим једне утакмице Јувентуса су добијене са два или више гола: У полуфиналу су победили француски тим Бордо укупним резултатом 3–2. Ливерпул је такође добијао већину својих мечева са више од два гола, осим у другом колу када је победио португалски тим Бенфику укупним резултатом 3–2.
Утакмица је остала у сенци катастрофе која се догодила пре почетка утакмице. Навијачи Ливерпула пробили су ограду која раздваја две групе навијача и напали навијаче Јувентуса. Настала тежина људи довела је до урушавања потпорног зида, при чему је погинуло 39 људи, а стотине повређено. Упркос позивима на одустајање, меч је настављен јер су власти и организатори донели заједничку одлуку из разлога доктрине јавне политике након што је проглашено опсадно стање у граду. Катастрофа је навела УЕФА да забрани енглеским клубовима европски фудбал на пет година.
Гледано од стране 58.000 гледалаца, прво полувреме је прошло без голова. Јувентус је повео у 56. минуту када је Мишел Платини погодио из једанаестерца након што је Гари Гилеспи оборио Збигњева Боњека у шеснаестерцу, иако је фаул у ствари направљен на скоро јарду ван терена, а судија је био далеко од акције. Резултат је остао исти током остатка меча, а Јувентус је победио 1-0, остваривши своју прву победу у Купу Европе и постао први клуб који је освојио сва три велика европска трофеја (Куп Европе/Лига шампиона, УЕФА Куп/УЕФА Лига Европе и Куп победника купова).

## Пут до финала

### Јувентус
| Коло         | Противник   | Прво коло | Друго коло | Збирни резултат |
| ------------ | ----------- | --------- | ---------- | --------------- |
| 1.           | Илвес       | 4–0 (г)   | 2–1 (д)    | 6–1             |
| 2.           | Грасхопер   | 2–0 (д)   | 4–2 (г)    | 6–2             |
| Четвртфинале | Спарта Праг | 3–0 (д)   | 0–1 (г)    | 3–1             |
| Полуфинале   | Бордо       | 3–0 (д)   | 0–2 (г)    | 3–2             |

Јувентус је ушао у такмичење поставши првак у Серији А 1983/84, улазећи као шампион Италије. Противник у првом колу био им је Илвес из Финске. Прву утакмицу у Финској, одржану на стадиону Ратина, Јувентус је победио са 4-0 уз хет-трик Паола Росија и гол Мишела Платинија. Победили су у реваншу резултатом 2–1 на свом терену, на стадиону Комунале, што их је одвело даље са укупном скором од 6–1.
У другом колу, Јувентус је играо против швајцарског тима Грасхопер. Јувентус је победио у првој утакмици у Италији резултатом 2–0, а у реваншу у Швајцарској остварио је победу од 4–2, што је значило да су победили укупном резултатом од 6–2. Противник Јувентуса у четвртфиналу била је чехословачка Спарта из Прага. Головима Марка Тарделија, Паола Росија и Масима Бриаскија обезбедили су победу Јувентуса од 3:0 у првој утакмици у Италији. Изгубили су реванш на домаћем терену Спарте, на стадиону Летна са 1–0, али су прошли у полуфинале захваљујући укупној победи од 3–1.
У полуфиналу, Јувентус је играо са француским Бордоом и победио у првој утакмици у Италији са 3-0 головима Збигњева Боњека, Бриаскија и Платинија. Реванш је одржан на домаћем терену Бордоа, Стад Шабан-Делмас. Упркос победи у мечу резултатом 2–0, Бордо је изгубио 3–2 укупним резултатом.

### Ливерпул
| Коло         | Противник    | Прво коло | Друго коло | Збирни резултат |
| ------------ | ------------ | --------- | ---------- | --------------- |
| 1.           | Лех Познањ   | 1–0 (г)   | 4–0 (д)    | 5–0             |
| 2.           | Бенфика      | 3–1 (д)   | 0–1 (г)    | 3–2             |
| Четвртфинале | Аустрија Беч | 1–1 (г)   | 4–1 (д)    | 5–2             |
| Полуфинале   | Панатинаикос | 4–0 (д)   | 1–0 (г)    | 5–0             |

Ливерпул је био актуелни шампион Европе, победили су Рому и освојили Куп Европе 1983–84, а били су и актуелни шампиони Енглеске, освојивши енглеску лигу током исте сезоне. У првом колу су играли нерешено против пољског тима Лех из Познања и победили у првој утакмици на домаћем терену Познања, Стадион Леха, резултатом 1–0. Ливерпул је победио у реваншу резултатом 4–0 уз хет-трик Џона Ворка и гол Пола Волша на свом терену, Енфилду, да би победио укупним резултатом 5–0.
Ливерпул је у другом колу играо са португалском Бенфиком. Ливерпул је победио у првој утакмици у Енглеској резултатом 3–1 уз хет-трик Ијана Раша. Изгубили суу  реваншу резултатом 1–0 на домаћем терену Бенфике, Естадио да Луз, али су ипак прошли у четвртфинале захваљујући позитивној укупној гол разлици од 3–2.  Противниц Ливерпула у четвртфиналу била је екипа Аустрије из Беча. Прва утакмица на домаћем терену Беча, на стадиону Герхард Ханапи, завршена је нерешеним резултатом од 1–1, али победа од 4–1 у реваншу у Енглеској значила је да се Ливерпул квалификовао у полуфинале са укупним резултатом од 5–2.
У полуфиналу противник је био грчки Панатинаикос. Прву утакмицу на Енфилду добио је Ливерпул резултатом 4–0, Ијан Раш је постигао два гола, а Ворк и Џим Беглин по један. Реванш је одржан на Олимпијском стадиону у Атини и победио је Ливерпул резултатом 1-0. Тако је Ливерпул прошао даље са победама и са укупним резултатом од 5-0, до свог петог финала Европског купа и другог узастопног финала.

## Позадина
Јувентус се појавио у свом трећем финалу Европског купа, пошто је изгубио претходна два наступа 1973. и 1983. године. Ливерпул се појавио у свом петом финалу, били су актуелни шампиони након што су победили италијанску екипу Роме са 4–2 у извођењу пенала након што је финале 1984. завршено резултатом 1–1. Ливерпул је такође победио на такмичењу 1977, 1978. и 1981. године. Пошто је Јувентус освојио Куп победника купова Европе 1983–84, оба тима су морала да се супротставе један другом, током сезоне. У Суперкупу Европе 1984. утакмица је играна на Јувентусовом домаћем терену, стадиону Комунале где је победио Јувентус са 2-0 головома Збигњева Боњека.
Јувентус је завршио Серију А 1984–85 на петој позицији, што је било ван позиција за играње у европским квалификацијама. Да би учествовали у европском такмичењу 1985–86, морали су да освоје Европски куп. Ливерпул је завршио на другом месту иза Евертона у Првој дивизији фудбалске лиге 1984–85, и тако се квалификовао за Куп УЕФА, али би им победа у финалу омогућила да се такмиче у Европском купу следеће сезоне.
Финале је требало да се игра на стадиону Хејсел у Бриселу, Белгија. Ливерпул се успротивио избору места јер су били забринути због стања стадиона, и одлуке да се додели неутрални део за белгијске навијаче.

## Несрећа
Неутралну зону која је била додељена белгијским навијачима углавном су заузели навијачи Јувентуса, од којих су многи живели у Италији и путовали у Белгију само да би видели меч на стадиону. Неутрална зона је била у делу З, на истој страни терена као и навијачи Ливерпула. Тако су две групе стајале јарди једна од друге, одвојене само жицом. Отприлике у 19 часова, пројектили су почели да се лете између две групе навијача, пошто је стадион био у лошем стању, навијачи су могли да подижу камење и бацају га преко преграде.
Бацање је постајало све интензивније како се приближавао почетни ударац. Неколико тренутака касније, група навијача Ливерпула улетела је у део З, што је довело до повлачења навијача Јувентуса. Како нису имали куда, кренули су према бочном периметарском зиду. Како се све више људи кретало уза зид, он се срушио, што је резултирало са 39 смртних случајева и повредама за 600 људи. На другом крају терена, навијачи Јувентуса почели су да се буне у знак одмазде за догађаје у делу З. Кренули су низ терен ка навијачима Ливерпула али их је зауставила полиција. Сукоб који је уследио трајао је два сата и још увек је трајао када је меч почео. Сходно томе, белгијска влада је прогласила опсадно стање у граду Бриселу.

## Утакмица
Утакмица је одложена више од сат времена због катастрофе, али је одиграна из доктринарних разлога јавне политике јер су званичници сматрали да би одустајање од меча довело до даљег насиља због заједничког аранжмана између Европске конфедерације, италијанског, енглеског и белгијског националног савеза, потоњи је био одговоран за организацију догађаја, као и градског министарства унутрашњих послова и градске управе. упркос експлицитном захтеву Јувентуса да се утакмица не игра. Два минута у мечу, дефанзивца Ливерпула Марка Лоренсона заменио је Гери Гилеспи након што је Лоренсон поново задобио повреду рамена. Јувентус је поставио Збигњева Боњека да игра на десној страни терена и Масима Бриаскија на левој страни. Јувентусов план је био да искористи темпо Бриаскија да запрети преко бека Ливерпула Фил Нила. Прва шанса Јувентуса стигла је у 30. минуту када је Антонио Кабрини ушао у напад са позиције левог бека, али је његов ударац одбранио голман Ливерпула Брус Гробелар. Ливерпул је одмах узвратио, Џон Ворк је натрчао на додавање Ронија Вилана, али је његов ударац одбранио голман Јувентуса Стефано Такони. Неколико минута касније, Ливерпул је имао још једну прилику, али је Виланов ударац Такони гурнуо преко гола Јувентуса.
Пет минута пре полувремена Јувентусу је досуђен слободан ударац. Боњека, који је претрчао тројицу играча Ливерпула, Ворк је оборио ван шеснаестерца Ливерпула, који и због фаула је добио жути картон. Резултат из слободног ударца није био промењен, а на полувремену резултат је био 0–0. Скоро одмах након рестарта, Ливерпулов играч Пол Волш се повредио приликом покушаја да стигне до лопте приликом додавања Нила и заменио га је Крег Џонстон. Јувентус је полако остваривао надмоћност у мечу, а у 56. минуту је досуђен једанаестерац у његову корист. Након што је стигао лопту на дуги пас Платинија, Боњек је поново прошао кроз центар одбране Ливерпула али га је овај пут оборио Ливерпулов одбрамбени играч Гилеспи. Ливерпул је веровао да је фаул био ван шеснаестерца, али је швајцарски судија, са неких 25 јарди (22,86 м) иза лопте, досудио пенал. Мишел Платини је постигао следећи пенал и довео Јувентус у вођство од 1:0.
Ливерпул је покушао да се врати у меч. У 16. минути, Масимо Бонини је срушио Велана у шеснаестерцу Јувентуса, али је судија одлучио да то није био фаул. Ливерпул је створио још шанси пред крај меч,; Такони је одбранио ударац Вилану. Ворк и Стив Никол су имали изгледне прилике, ударце главом, али су они отишли поред гола Јувентуса. Више голова није постигнуто, а на крају утакмице резултат је био 1–0 за Јувентус, који је освојио свој први Куп Европе и постао први клуб који је освојио сва три сезонска УЕФА такмичења.

### Детаљи
| Јувентус           | 1–0      | Ливерпул |
| ------------------ | -------- | -------- |
| Платини 58’ (пен.) | Извештај |          |

| Јувентус | Ливерпул |

|                  |    |                   |  |     |
|                  |    |                   |  |     |
| GK               | 1  | Стефано Такони    |  |     |
| CB               | 2  | Лучано Фаверо     |  |     |
| LM               | 3  | Антонио Кабрини   |  |     |
| CM               | 4  | Масимо Бонини     |  |     |
| CB               | 5  | Серђо Брио        |  |     |
| SW               | 6  | Гаетано Ширеа (c) |  |     |
| RM               | 7  | Масимо Бријаски   |  | 84’ |
| CM               | 8  | Марко Тардели     |  |     |
| CF               | 9  | Паоло Роси        |  | 89’ |
| AM               | 10 | Мишел Платини     |  |     |
| SS               | 11 | Збигњев Боњек     |  |     |
| Резервни играчи: |    |                   |  |     |
| GK               | 12 | Лучано Бодини     |  |     |
| DF               | 13 | Никола Карикола   |  |     |
| MF               | 14 | Чезаре Прандели   |  | 84’ |
| MF               | 15 | Бруно Лимидо      |  |     |
| MF               | 16 | Бењамино Вињола   |  | 89’ |
| Менаџер:         |    |                   |  |     |
| Ђовани Трапатони |    |                   |  |     |

|                  |    |               |     |     |
|                  |    |               |     |     |
| GK               | 1  | Брус Гробелар |     |     |
| RB               | 2  | Фил Нил (c)   |     |     |
| LB               | 3  | Џим Беглин    |     |     |
| CB               | 4  | Марк Лоенсон  |     | 4’  |
| RM               | 5  | Стив Никол    |     |     |
| CB               | 6  | Алан Хансен   |     |     |
| CF               | 7  | Кени Далглиш  |     |     |
| CM               | 8  | Рони Велан    |     |     |
| CF               | 9  | Ијан Раш      |     |     |
| LW               | 10 | Пол Волш      |     | 46’ |
| CM               | 11 | Џон Ворк      | 38’ |     |
| Резервни играчи: |    |               |     |     |
| DF               | 12 | Гари Гилеспи  |     | 4’  |
| GK               | 13 | Крис Пајл     |     |     |
| MF               | 14 | Сами Ли       |     |     |
| MF               | 15 | Јан Мелби     |     |     |
| MF               | 16 | Крег Џонстон  |     | 46’ |
| Менаџер:         |    |               |     |     |
| Џо Фаган         |    |               |     |     |

### Последице нереда
Упркос томе што се, са спортске тачке гледишта, сматрало једним од најбољих европских финала одиграних до тада, после меча, много дискусија је било усредсређено на катастрофу која се догодила пре почетка утакмице. УЕФА је била непоколебљива да су навијачи Ливерпула одговорни. Званичник УЕФА Гинтер Шнајдер је изјавио: „Одговорни су били само енглески навијачи. У то нема сумње.“  Британска премијерка Маргарет Тачер извршила је притисак на Фудбалски савез да повуче енглеске клубове из европског такмичења и два дана касније, УЕФА је забранила енглеским клубовима играње у Евопи на „неодређено време“. ФИФА је 6. јуна проширила забрану на утакмице широм света, али је ово измењено недељу дана касније како би се искључиле пријатељске утакмице и није утицало на репрезентацију Енглеске.
Енглеским клубовима је забрањено учешће у европским такмичењима на неодређено време, под условом да када забрана буде укинута, Ливерпул одслужи додатну трогодишњу забрану. Забрана је на крају трајала пет година, клубови су се вратили у европска такмичења у сезони 1990–91. Ливерпул се вратио у европско такмичење сезону касније у Купу УЕФА 1991–92.